# Pseudoudoteaceae
Famille
Les Pseudoudoteaceae sont une famille d’algues vertes de l’ordre des Bryopsidales.

## Étymologie
Le nom vient du genre type  Pseudoudotea, composé du préfixe pseudo-, faux, et -udotea qui fait référence au genre Udotea (algue verte de la famille des Udoteaceae) en référence à la  ressemblance de cette algue avec le genre Udotea.

## Liste des genres
D'après AlgaeBase (7 janvier 2022) : 
- Pseudoudotea O.Dragastan, D.K.Richter, B.Kube, M.Popa, A.Sarbu, & I.Ciugulea, 1997